# Гощанська селищна територіальна громада
Гощанська селищна громада — територіальна громада в Україні, в Рівненському районі Рівненської области. Адміністративний центр — селище Гоща.
Площа громади — 484,3 км², населення — 23 193 осіб (2020).
19 липня 2020 року, в результаті адміністративно-територіальної реформи та ліквідації Гощанського району, громада увійшла до складу Рівненського району.

## Населені пункти
У складі громади 1 селище (Гоща) і 39 сіл:
- Андрусіїв
- Бочаниця
- Витків
- Вовкошів
- Воронів
- Воскодави
- Глибочок
- Горбів
- Дроздів
- Дружне
- Дуліби
- Жаврів
- Жалянка
- Красносілля
- Кринички
- Курозвани
- Липки
- Люцинів
- Майків
- Малинівка
- Малятин
- Матіївка
- Микулин
- Мичів
- Мощони
- Пашуки
- Полівці
- Пустомити
- Річиця
- Русивель
- Садове
- Симонів
- Синів
- Терентіїв
- Тучин
- Федорівка
- Франівка
- Чудниця
- Ючин